# Мосты Стерлитамака
Мосты Стерлитамака — мостовые переходы, путепроводы и транспортные эстакады в Стерлитамаке.

## Путепроводы

### Существующие
- На Технической ул.
- В створе Лесной ул. с выходом на Элеваторную ул.
- Перемычка Вокзальной ул. до Элеваторной ул.
- Ул. Худайбердина
- На Ровенской ул. под ж/д с заключением в трубу части русла р. Стерли и выходом в район с. Отрадовка
- В продолжении ул. Гоголя с выходом южнее с. Отрадовка

### Проектируемые
- В створе ул. Аркадия Гайдара с выходом на Совхозную ул.
- В створе ул. Олега Кошевого с выходом на ул. Бабушкина
- На Профсоюзной ул.
- Ул. 23 Мая — ул. С. Щедрина
- Ул. Суханова — ул. Объездная
- Стерлибашевский тракт
- Деповская-Братская ул.

## Мосты и другие искусственные сооружения через реки

### Существующие
- Через р. Белую (выход с Технической ул. на г. Белорецк)
- Через р. Белой (выход на г. Салават)
- Через р. Ольховку — на Оренбургском тракте
- Через р. Ольховку в районе санатория-профилактория «Ольховка»
- Через р. Ашкадар в створе ул. Богдана Хмельницкого
- Через р. Ашкадар в продолжении Правобережной ул. в направлении проектируемой магистрали в районе Ольховки (в районе Ашкадарского водозабора)
- Через р. Стерлю на ул. Халтурина
- Через р. Стерлю на ул. Баумана
- Через р. Стерля по ул. Нагуманова
- Через р. Стерлю по Садовой ул. (пешеходный)
- Через р. Стерлю на ул. Сакко и Ванцетти (пешеходный)
- Через р. Стерлю на ул. Худайбердина
- Через р. Стерлю на ул. Уткина до ул. Шафиева (пешеходный)
- Через р. Стерлю на ул. 23 Мая
- Через р. Стерлю в створе ул. Водолаженко
- Через р. Селеук на ул. Карла Либкнехта
- Через р. Селеук на Ученической ул.

### Проектируемые
- Через р. Белую (выход на г. Ишимбай)
- Через р. Ольховку — на пр. Ак. Королева
- Через р. Ольховку — на ул. Суханова
- Через р. Ашкадар в продолжении Профсоюзной ул. в направлении Правобережной ул.
- Через р. Ашкадар в продолжении ул. Нагуманова
- Через р. Стерлю на ул. Мира
- Через р. Стерлю на ул. 7 Ноября
- Через р. Стерлю на ул. Богдана Хмельницкого до ул. Шафиева
- Через р. Стерлю на ул. Сакко и Ванцетти (автомобильный)
- Через р. Стерлю в створе ул. Суханова

## Развязки
На автомобильной дороге Уфа — Оренбург запроектированы три полные развязки типа «Сплющенный клевер» на расстоянии 5,2 и 5,7 км друг от друга.